# جورج إي. ماير
جورج إي. ماير (بالإنجليزية: George E. Mayer)‏ هو ضابط أمريكي، ولد في 1952 في سان خوان في الولايات المتحدة.